# Emboscat
El terme emboscat s'utilitza per designar aquells homes en edat militar que, durant la Guerra Civil espanyola, no es van presentar a la crida de files de l'Exèrcit Popular de la República per evitar anar al front. El nombre d'emboscats fou molt elevat, i comarques com el Solsonès o la Garrotxa en van acollir molts (especialment durant la primavera de 1938, quan Catalunya era ja front de batalla) gràcies als seus boscos frondosos i la seva proximitat a la frontera franco-espanyola. La vida dels emboscats no era gens fàcil: havien de viure amagats —ja fos al bosc o en algun mas que els acollís— i només podien sortir durant les nits. Sovint anaven armats i a vegades fins i tot atemptaven contra persones republicanes.
El 18 d'agost de 1938 Juan Negrín, president del govern de la República, va promulgar una amnistia pels emboscats que es lliuressin entre aquest dia i el 15 de setembre. Alguns d'ells, però, van preferir esperar a l'entrada de les tropes franquistes per incorporar-se a l'Exèrcit Nacional del govern franquista.
El projecte Solsonès, terra d'emboscats, impulsat pel Memorial Democràtic de Catalunya, pretén donar a conèixer la història dels emboscats en aquesta comarca senyalitzant els diferents espais notables de la regió. A més a més, TV3 emeté un documental a principis de 2012 sobre el mateix tema, obra d'E2S Productora (Cardona) en coproducció amb la cadena catalana. El Solsonès és la comarca on va haver-hi més proliferació d'emboscats durant la Guerra Civil.